# Ecomuseo della Valle del Vanoi
L'Ecomuseo della Valle del Vanoi (o più brevemente Ecomuseo del Vanoi) è un ecomuseo istituito nel 1999 con sede a Canal San Bovo, in Trentino.
L'istituzione propone ogni anno una serie di appuntamenti per scoprire il territorio locale, favorito anche dalla collaborazione del Parco naturale Paneveggio - Pale di San Martino. Per questa ricerca l'ecomuseo si sofferma su sette elementi: acqua, sacro, mobilità, erba, legno, guerra e roccia.